# シャンティー写本
シャンティー写本（シャンティーしゃほん、Chantilly Codex）（シャンティー城図書館 MS 564）はアルス・スブティリオル様式の曲を含む中世西洋音楽の写本。

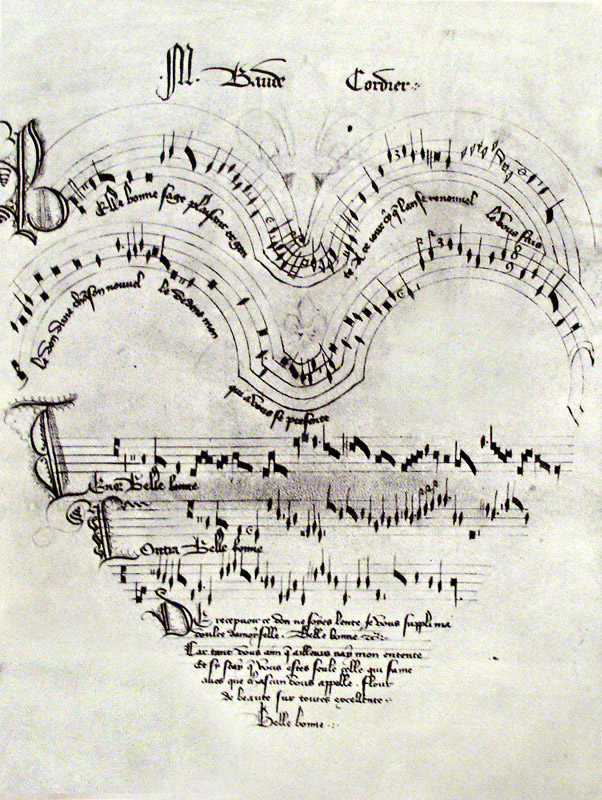
ハート形で書かれたボード・コルディエ作のロンドー『美しく気立て好く賢い女（ひと）よ』

シャンティー写本の中のほとんどの曲には1350年から1400年までの日付がつけられている。全部で120曲あり、ほとんどはフランスの作曲家の曲で、そのすべてがポリフォニー（多声）である。収められている曲は当時最も人気のあった舞曲形式が多く、たとえば、バラード、ロンドー、ヴィルレー、イソリズムの手法によるモテといったものである。モテの幾つかはリズムが非常に複雑で、難解かつ厳格な記譜法で書かれている。ボード・コルディエの2曲は他で見たことがないような独特の形で書かれていて、その曲の内容を視覚的に表している。ちなみに、その1曲『美しく気立て好く賢い女（ひと）よ』の楽譜の形は、コルディエ Cordier の Cor（心臓、の意味）から取られた遊びである。
コルディエ以外には、ヨハネス・シモン・アスプロワ、Jehan Suzay、ピエール・デ・モラン、Goscalch、 ソラージュ、グリマス、 ギヨーム・ド・マショー 、ジャン・ヴァイヨン、フランソワ・アンドリュー、Cunelier、トレボール、ジャコブ・ド・サンレーシュといった作曲家の作品が、シャンティー写本には含まれている。

## 録音
- Ensemble Organum. Codex Chantilly. Harmonia Mundi, 1987.
- Ensemble P. A. N. Ars Magis Subtiliter. New Albion, 1989.